# Левшанков, Анатолий Ильич
Левшанко́в Анато́лий Ильи́ч (4 сентября 1932, д. Каменка, Горецкий район, Могилёвской области, Белоруссия) — советский и российский учёный-медик, доктор медицинских наук, профессор, полковник медицинской службы, заслуженный работник высшей школы Российской Федерации (1999), отличник здравоохранения СССР (1968), изобретатель СССР (1984).

## Биография
Родился 4 сентября 1932 года в д. Каменка Горецкого района в семье колхозников.
В 1951 году он окончил Каменскую СШ Горецкого района и поступил в Ленинградскую военно-медицинскую академию имени С. М. Кирова.
В академии учился отлично и уже в студенческие годы стал заниматься научной деятельностью. В 1954 г. курсант А. Левшанков выполнил свою первую научно-исследовательскую работу на тему: «Цитологическая диагностика рака у операционного стола». Её итоги были опубликованы в журнале «Вестник хирургии». Эта первая опубликованная студенческая работа «заложила фундамент» научного направления: экспресс-диагностика и контроль (мониторинг) нарушений с учётом их патофизиологических механизмов при критических состояниях.
В 1957 году окончил Ленинградскую военную медицинскую академию имени С. М. Кирова и его направляют служить военным врачом в группу советских войск в ГДР. После четырёх лет в службы, три года был ординатором хирургического отделения и нештатным анестезиологом армейского госпиталя.
В 1966 году после окончания факультета усовершенствования врачей Ленинградской военной медицинской академии имени С. М. Кирова, он три года служит старшим врачом анестезиологом-реаниматологом Центрального туберкулёзного военного госпиталя. Здесь продолжал заниматься наукой. Так, в 1965 году, с его участием и впервые в мире стали использовать в анестезиологии и реаниматологии масс спектрометрию. Были разработаны и внедрены в практику первые отечественные радиочастотные масс-спектрометры МХ 6202, МХ 6203 и ряд новых способов и масс-спектрометрических устройств, а также методика оценки регионарного чрескожного газообмена, а также ряд других новых способов и устройств.
Полученные научные данные легли в основу его диссертации на соискание учёной степени кандидата медицинских наук на тему «Масс-спектрометрический метод оценки функций внешнего дыхания», которую он успешно защитил в 1967 году.

## Служба и работа в Военной медицинской академии имени С. М. Кирова
С 1969 года — преподаватель, доцент, профессор кафедры анестезиологии и реаниматологии военной медицинской академии имени С. М. Кирова, с одновременным исполнением обязанностей начальника учебной части и нештатного начальника реанимационного отделения клиники.
В эти годы, его как опытного специалиста, командируют во Вьетнам для подготовки преподавателей по специальности «Анестезиология и реаниматология».
В 1983 году защищает докторскую диссертацию, а в 1986 году ему было присвоено звание профессора.
С 1986 по 1993 год он возглавляет кафедру анестезиологии и реаниматологии академии, и являлся главным анестезиологом-реаниматологом Министерства обороны СССР.
В 1986 и 1988 гг. дважды вылетал в Афганистан, где спасал раненых военных. Оказывал помощь пострадавшим, когда в Армении произошло землетрясение.
В 1993 г. А. И. Левшанков после увольнения из армии продолжил работать профессором кафедры абдоминальной хирургии, а с 1995 года — профессор на кафедре анестезиологии и реаниматологии военной медицинской академии. Одновременно с 1993 г. — был преподавателем по совместительству медицинского колледжа при академии.

## Достижения в медицинской науке
Основные научные достижение А. И. Левшанкова: развитие экспресс-диагностики и интенсивной терапии острых нарушений газообмена и связанных с ними острых критических состояний; развитие военной анестезиологии и реаниматологии; совершенствование организационно-штатного и материального обеспечения анестезиологической и реаниматологической помощи в лечебных учреждениях Вооружённых сил; обоснование концепции анестезиологической и реаниматологической помощи при чрезвычайных ситуациях; разработка и внедрение в практику новых технических средств и технологий анестезиологической и реаниматологической помощи, масс-спектрометрии; совершенствование системы подготовки анестезиологов-реаниматологов и медсестёр-анестезистов и многое другое.
Много усилий приложил для совершенствования системы анестезиологической и реаниматологической помощи в вооружённых силах в мирное время, в период вооружённых конфликтов и катастроф. Проведённые им специальные исследования позволили разработать ряд новых оригинальных технических средств для оказания рассматриваемого вида помощи, многие из которых были приняты на оснащение частей и учреждений Министерства обороны России, а также гражданского здравоохранения.
Левшанков А. И. — автор (соавтор) более 650 научных печатных работ, в том числе 3 руководств и 3 учебников, 15 учебно-методических пособий, 2 методических указаний, 3 практикумов, 14 монографий. Под его редакцией и в качестве соавтора также издано 6 сборников научных работ, 5 выпусков «Актуальные вопросы оказания анестезиологической и реаниматологической помощи», 16 выпусков «Актуальные вопросы технического обеспечения анестезиологической и реаниматологической помощи», 13 выпусков «Актуальные вопросы сестринской практики в анестезиологии и реаниматологии».
Им создана научная школа, где подготовлены 2 доктора и 9 кандидатов медицинских наук. Он автор 9 изобретений. При его участии созданы новые модели аппаратов искусственной вентиляции лёгких «Фаза-5», «ДАР-05», «РЕАТ-П-01», был инициатором создания и одним из разработчиков первых советских масс-спектрометров «МХ-6202» и "МХ −6203 ".

## Общественная деятельность
Является членом правления Научно-практического общества анестезиологов и реаниматологов Санкт-Петербурга (8 лет был президентом и 3 года вице-президентом), членом специализированного Учёного совета по защите диссертаций в академии, председателем секции «Технические средства анестезиологической и реаниматологической помощи Академии медико-технических наук» (с 1999 г.), членом редакционных коллегий и редакционных советов ряда журналов и информационных сборников по анестезиологии и реаниматологии.

## Признание
- доктор медицинских наук (1983)
- профессор (1986)
- заслуженный работник высшей школы Российской Федерации (1999)
- изобретатель СССР (1984)
- отличник здравоохранения СССР (1968),
- действительный член Академии медико-технических наук (1994)
- почётный член общественной организации «Федерация анестезиологов и реаниматологов России» (2000)
- почётный президент научно-практического общества анестезиологов и реаниматологов Санкт-Петербурга (2001)
- почётный доктор Российской Военно-медицинской академии (2016)

## Награды
- орден «За службу Родине в Вооружённых силах СССР» 3-ст.
- лауреат премии им. А. Чижевского (награда общественной Лазерной Академии наук (ЛАН) им. А. Л. Чижевского)(2003)
- почётный знак «Милосердие»(2008)
- орденский знак «За верность Отечеству» за личный вклад в обеспечение обороноспособности страны (2017)
- орден Н.И.Пирогова за выдающиеся достижения в медицине (награда Европейской академии естественных наук, Ганновер, ФРГ) (2022)

## Основные публикации
- Первая медицинская помощь при нарушении дыхания. Соавт: В. И. Сипченко — Ленинград : 1973.
- Технические средства обеспечения медицинским кислородом и его использование в военной медицине. — Ленинград: 1987.
- Анестезиологическое обеспечение операций при современной боевой травме : — Л. : 1989. — 1
- Анестезиология и реаниматология. — Спб.:1995.
- Искусственное лечебное питание: Лекция / СПб.: 1998.
- Анестезиологическая и реаниматологическая помощь раненым на войне. — Спб.: 2003.
- Анестезиология и реаниматология: учебник для средних медицинских учебных заведений Санкт-Петербург : 2006.
- Респираторная поддержка при анестезии, реанимации и интенсивной терапии.- Спб.: 2005.
- Анестезиология и реаниматология: учебник для средних медицинских учебных заведений / [А. И. Левшанков и др.]; под ред. А. И. Левшанкова. — Санкт-Петербург : 2006.
- Сестринское дело в анестезиологии и реаниматологии. Современные аспекты. — Спб.: 2010.
- Наследие Пирогова в анестезиологии и становление основ сестринского дела на поле сражения : к 200-летию со дня рождения). — Спб.: 2010.
- Амбулаторная хирургия. — Спб.: 2011.
- Мониторинг и управление нервно-мышечной проводимостью при хирургических операциях: учебно-методическое пособие. Санкт-Петербург : 2014.
- История Научно-практического общества анестезиологов Санкт-Петербурга (к 60-летию основания) Санкт-Петербург: 2017.